# Pettus Glacier
Pettus Glacier är en glaciär i Antarktis. Den ligger i Västantarktis. Argentina, Chile och Storbritannien gör anspråk på området. Pettus Glacier ligger 749 meter över havet.
Terrängen runt Pettus Glacier är bergig söderut, men norrut är den kuperad. Terrängen runt Pettus Glacier sluttar norrut. Trakten är obefolkad. Det finns inga samhällen i närheten.